# Коттерилл, Джордж (футболист)
Джордж Хут Ко́ттерилл (англ. George Huth Cotterill; 4 апреля 1868 — 10 октября 1950) — английский футболист, нападающий. Наиболее известен по выступлениям за клубы «Коринтиан» и «Кембридж Юниверсити», также провёл четыре матча за национальную сборную Англии, в двух из которых был капитаном.

## Образование
Родился в Брайтоне (Суссекс), окончил Брайтонский колледж, выступая за разные атлетические команды колледжа. С 1882 по 1886 год играл за футбольную команду колледжа, был капитаном команды с 1884 по 1886 год. Затем поступил в Тринити-колледж Кембриджского университета.

## Футбольная карьера

### Клубная карьера
С 1888 по 1891 год выступал за «Кембридж Юниверсити» — футбольную команду Кембриджского университета. В 1890 году был капитаном команды Кембриджа.
С 1886 года выступал за легендарный клуб «Коринтиан». Свою первую игру за него 6 ноября 1886 года: это был матч против «Дерби Каунти», в котором «Коринтиан» одержал победу со счётом 3:2, один из голов забил Коттерилл. Начал регулярно выступать за команду начиная с сезона 1888/89. 20 февраля 1892 года сделал хет-трик в матче против «Вест Бромвич Альбион. В апреле 1892 года «Кортинтиан» сыграл против регбийного клуба «Барбариан» в мультиспортивном турнире. В футбольном матче «Коринтиан» победил со счётом 6:0 (Коттерилл сыграл на позиции инсайда, хет-триком отличился Тинзли Линдли), в регбийном матче «Коринтиан» также одержал победу со счётом 16:13 (Коттерилл также принял в нём участие). Затем прошёл «атлетический поединок», в котором выделялся Чарльз Берджесс Фрай, выигравший соревнование по прыжкам в длину и прыжкам в высоту, а Джордж Коттерилл выиграл в дисциплине «несение веса» (англ. Putting the Weight) на дистанции 34 фута и 1 дюйм. В итоге оба клуба встретились спустя несколько недель в крикетном матче, в котором Коттерилл сыграл за «Коринтиан» вместе с Фраем, Линдли и Рефордом-Брауном (победу в той игре одержал «Барбарианс»). 12 ноября 1892 года Коттерилл сделал хет-трик в игре против «Сандерленда». В 1893 году сделал хет-трик за «Коринтиан» в матчах против сборной Британской армии. 13 января 1894 года забил три мяча в ворота бирмингемского клуба «Астон Вилла». В сезоне 1893/94 забил за «Коринтиан» 16 голов в 13 матчах.
Всего Коттерилл провёл за «Коринтиан» 65 матчей и забил 53 гола с 1886 по 1898 год.
После окончания Кембриджа Коттерилл выступал за клуб «Олд Брайтонианс», а также за «Уэйбридж» и «Берджесс Хилл», а также за сборные графств Суррей и Суссекс.

### Карьера в сборной
7 марта 1891 года дебютировал за национальную сборную Англии в матче Домашнего чемпионата против сборной Ирландии на стадионе «Молинью» в Вулвергемптоне, в котором англичане разгромили соперника со счётом 6:1. Коттерилл забил первый гол в этой игре.
19 декабря 1891 года сыграл за сборную Англии в матче против сборной Канады. Этот матч считается неофициальным и не входит в статистику сборных и игроков. В нём англичане победили канадцев со счётом 6:1, Коттерилл забил один гол. 
5 марта 1892 года провёл свой второй официальный матч за сборную Англии: это была Домашнего чемпионата против сборной Уэльса на стадионе «Рейскорс Граунд» в Рексеме, в которой англичане победили со счётом 2:0.
25 февраля 1893 года Джордж Коттерилл был капитаном сборной Англии в матче Домашнего чемпионата против сборной Ирландии. Матч прошёл на стадионе «Уэллингтон Роуд» в Бирмингеме, завершившись уверенной победой сборной Англии со счётом 6:1.
1 апреля 1893 года Коттерилл провёл свой четвёртый и последний матч за сборную Англии, выйдя на поле «Ричмонд Атлетик Граунд» в Ричмонде с капитанской повязкой в игре против сборной Шотландии. Матч завершился победой сборной Англии со счётом 5:2, Коттерилл забил второй гол англичан в той игре.

### Достижения
Сборная Англии
- Победитель Домашнего чемпионата Великобритании: 1891, 1892, 1893

## Крикет
Провёл семь матчей за крикетный клуб «Кембридж Юниверсити» с 1888 по 1889 год. Также провёл 10 матчей за крикетный клуб графства Суссекс с 1886 по 1890 год.
Его отец Джордж Эдвард Коттерилл также играл за крикетный клуб «Кембридж Юниверсити» (1858—1860), а также за крикетные клубы графств Кембриджшир (1858) и Суссекс (1869—1874). Его дядя Джозеф играл за крикетный клуб графства Суссекс (1870—1888).

## Другие виды спорта
Помимо футбола и крикета занимался греблей, выступая за гребной клуб «Уэйбридж» (англ. Weybridge Rowing Club), а также регби, выступая за регбийный клуб «Ричмонд». Во время учёбы в Кембридже выступал за команды по лёгкой атлетике и гребле.

## Военная карьера
24 июля 1886 года 18-летний Джордж Коттерилл был назначен лейтенантом 2-го волонтёрского батальона королевского западносуррейского полка.
В начале Первой мировой войны проходил службу в 11-м батальоне ланкаширских стрелков, получив временное повышение до капитана в сентябре 1914 года. Впоследствии был повышен до майора.